# Hochschule für Gestaltung Ulm

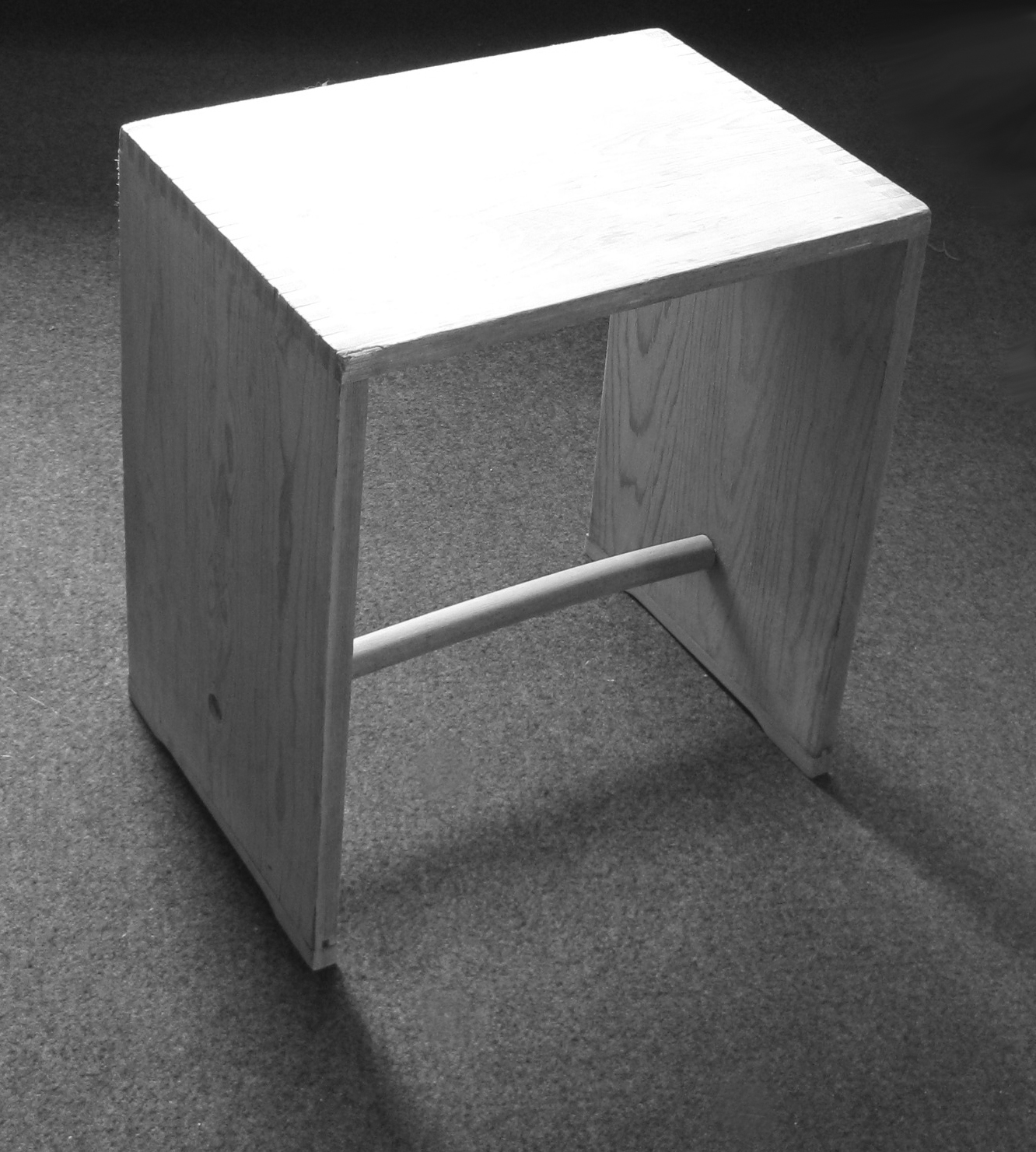
En Ulmer Hocker ritad av Max Bill.

Hochschule für Gestaltung Ulm  i Ulm i Tyskland var en högskola för formgivning 1953–1968. Den grundades av bland andra Inge Aicher-Scholl, Otl Aicher och Max Bill. Den hade ett stort internationellt anseende och har stått som förebild för andra designutbildningar. 
Glaskonstnärerna Göran Wärff och Ann Wolff har utbildat sig på Hochschule für Gestaltung Ulm.

## Docenter
- Otl Aicher
- Josef Albers
- Bruce Archer
- Max Bill (1953–1957)
- Gui Bonsiepe
- Hans Gugelot
- Johannes Itten
- Herbert W. Kapitzki (1962–1968)
- Hanno Kesting
- Alexander Kluge
- Helmut Lachenmann
- Tomás Maldonado
- Josef Müller-Brockmann
- Helene Nonné-Schmidt (1953–1958)
- Abraham Moles
- Walter Peterhans
- Harry Pross
- Edgar Reitz
- Horst Rittel
- Friedrich Vordemberge-Gildewart
- Werner Wirsing (1967–1968)
- Walter Zeischegg